# غرسنية بوالنية
غرسنية بوالنية (الاسم العلمي:Garcinia poilanei) هي نوع من النباتات تتبع جنس الغرسنية من فصيلة الكلوزية.